# Michèle Mouton
Michèle Hélène Raymonde Mouton (Grasse, Francia, 23 de junio de 1951) es una expiloto francesa de rally. Compitió en el Campeonato Mundial de Rally, donde logró cuatro victorias y nueve podios; ninguna otra mujer ha ganado siquiera una sola carrera del Campeonato. Fue subcampeona del mundo en 1982, y resultó quinta en 1983 y octava en 1981, en los tres casos como piloto oficial de la marca alemana Audi. Fue la presidenta de la Comisión de Mujeres en el deporte motor de la FIA desde 2009 hasta 2021.. Es considerada la más exitosa y talentosa piloto femenina de rally de todos los tiempos, así como del automovilismo en general.

## Trayectoria

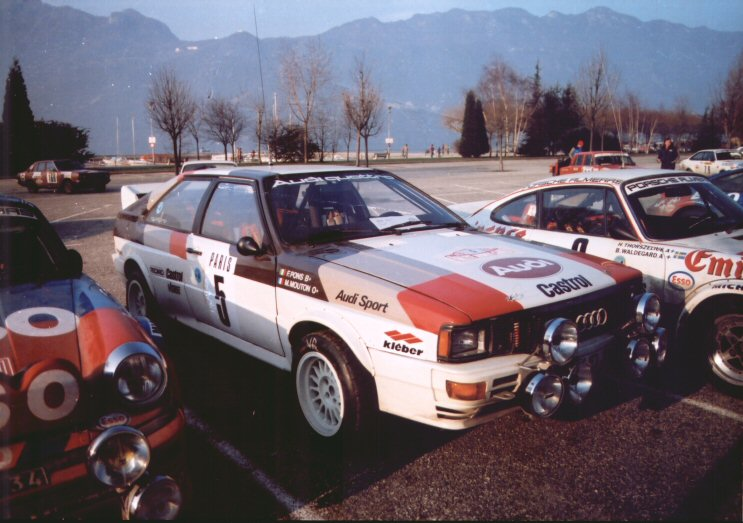
Audi Quattro de Mouton en el Rally de Montecarlo de 1982.

Su primera participación en el mundial fue como copiloto en el Rally de Montecarlo de 1973, hecho que repetiría en 1975. Como piloto se estrenaría en el Campeonato Mundial de Rally en el Tour de Córcega el 30 de noviembre de 1974, sobre un Alpine Renault Alpine A110 de 1800 cm³. Culminaría su carrera como piloto en 1986, también en Córcega, a bordo de un Peugeot 205 Turbo 16.
Después de su debut con el A110, condujo un Lancia Stratos y un Fiat 131 Abarth. En 1981 fue fichada por Audi Sport para probar el nuevo modelo Audi Quattro Sport del Grupo 4 con el revolucionario sistema de tracción en las cuatro ruedas, para secundar a Hannu Mikkola en la búsqueda del título mundial. En su primer año completo, entró en la historia del Campeonato Mundial de Rally al ser la primera mujer (y la única) en ganar una fecha del Campeonato Mundial; fue en el Rally de San Remo, en octubre de ese año. 
En 1982 hace equipo con Stig Blomqvist y, junto con Hannu Mikkola, marcan el ritmo del Campeonato desde el inicio de la temporada, con el segundo lugar de Mikkola en el Rally de Monte Carlo y la victoria de Blomqvist en el Rally de Suecia. Mouton suma tres victorias más a su historial: el Rally de Portugal, el Rally de Brasil y el Rally Acrópolis, sin embargo por la inconsistencia del funcionamiento del Audi Quattro que conducía, dejó el título en manos de su rival, Walter Röhrl, quien se coronó durante el Rally de Costa de Marfil. Mouton terminó como subcampeona, el mejor lugar en la historia del Campeonato Mundial para una mujer.
Perdió el campeonato en Costa de Marfil cuando venía peleando la carrera con Rohrl por problemas mecánicos y posterior error con accidente. Durante la carrera fue informada del fallecimiento de su padre, lo que hizo muy dura la carrera.
En 1986, ganó el Campeonato de Alemania de Rally conduciendo un Peugeot 205 T16 y tras el anuncio de la prohibición de los automóviles del Grupo B, Mouton decidió poner fin a su carrera deportiva, para dedicarse a la vida familiar. Desde 1987, ninguna piloto femeneimo ha conseguido un puesto entre los diez mejores en las pruebas de WRC de alto nivel. 

### Otras competiciones

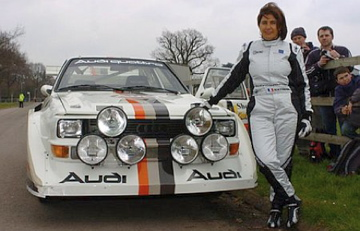
Mouton con el Audi Quattro S1 con el que ganó en Pikes Peak.

En 1975 formó parte de un equipo femenino de carreras en las 24 Horas de Le Mans, en un Moynet LM75, ganando la categoría de 1601 a 2000 cm³. En 1978 ganó el Tour de Francia Automovilístico, prueba que ese año era puntuable para el Campeonato Europeo de Rally.
En 1985 participó en la carrera Pikes Peak International Hill Climb, en los Estados Unidos ganándola
y donde hizo valer su condición de campeona al imponer tres marcas en la competición: ser la primera participante no estadounidense en ganar la carrera, ser la primera piloto mujer en ganarla y adicionalmente, rompió el tiempo récord de recorrido.
En 2000, participó en la carrera London Sydney Marathon, conduciendo un Porsche 911, teniendo como navegante al ganador de la misma competición en 1993, Francis Tuthill, detrás de su excompañero Stig Blomqvist.
En 2005 participó en el East African Classic Safari Rally, conduciendo un Ford Escort RS.
En diciembre de 2007 anunció su participación en el Rally Dunlop Classic Otago, una competición donde participó en dos ocasiones anteriores; sin embargo la participación de 2008 en Nueva Zelanda destaca por anunciar su reencuentro con su copiloto Fabrizia Pons, con quien ganara las cuatro fechas del Campeonato Mundial.
En 2011 Mouton es designada directiva del WRC, nombrada por el actual presidente Jean Todt. Su principal labor será la de supervisar el campeonato, y entre otras cosas, la seguridad, el calendario y el reglamento.

### La Carrera de Campeones
Después de su retiro de las competencias de rally, Mouton se involucró en la organización de la Carrera de Campeones desde 1988 con Fredrik Johnsson, en memoria de Henri Toivonen. La competencia se realiza para cerrar la temporada anual de automovilismo.

## Palmarés

### Victorias en el Campeonato Mundial de Rally
| N.º | Año  | Rally             | Copiloto      | Automóvil    |
| --- | ---- | ----------------- | ------------- | ------------ |
| 1   | 1981 | Rally de San Remo | Fabrizia Pons | Audi Quattro |
| 2   | 1982 | Rally de Portugal | Fabrizia Pons | Audi Quattro |
| 3   | 1982 | Rally Acrópolis   | Fabrizia Pons | Audi Quattro |
| 4   | 1982 | Rally de Brasil   | Fabrizia Pons | Audi Quattro |

### Resultados completos
| Año         | Equipo                     | Vehículo                 | 1       | 2       | 3       | 4       | 5       | 6       | 7       | 8       | 9      | 10      | 11      | Posic. | Puntos |
| ----------- | -------------------------- | ------------------------ | ------- | ------- | ------- | ------- | ------- | ------- | ------- | ------- | ------ | ------- | ------- | ------ | ------ |
| 1974        | Michèle Mouton             | Alpine-Renault A110 1800 | FRA 12  |         |         |         |         |         |         |         |        |         |         | N/A    | -      |
| 1975        | Michèle Mouton             | Alpine-Renault A110 1800 | FRA 7   |         |         |         |         |         |         |         |        |         |         | N/A    | -      |
| 1976        | Michèle Mouton             | Alpine-Renault A110 1800 | MON 11  | ITA Ret |         |         |         |         |         |         |        |         |         | N/A    | -      |
| 1976        | Michèle Mouton             | Alpine-Renault A310 V6   |         |         | FRA Ret |         |         |         |         |         |        |         |         | N/A    | -      |
| 1977        | Michèle Mouton             | Autobianchi A112 Abarth  | MON 24  |         |         |         |         |         |         |         |        |         |         | N/A    | -      |
| 1977        | Michèle Mouton             | Fiat 131 Abarth          |         | FRA 8   |         |         |         |         |         |         |        |         |         | N/A    | -      |
| 1978        | Michèle Mouton             | Lancia Stratos HF        | MON 7   |         |         |         |         |         |         |         |        |         |         | N/A    | -      |
| 1978        | Michèle Mouton             | Fiat 131 Abarth          |         | FRA 5   |         |         |         |         |         |         |        |         |         | N/A    | -      |
| 1979        | Fiat France                | Fiat 131 Abarth          | MON 7   | FRA 5   |         |         |         |         |         |         |        |         |         | 21º    | 12     |
| 1980        | Fiat France                | Fiat 131 Abarth          | MON 7   | FRA 5   |         |         |         |         |         |         |        |         |         | 23.º   | 12     |
| 1981        | Audi Sport                 | Audi Quattro             | MON Ret | POR 4   | FRA Ret | GRC Ret | FIN 13  | ITA 1   | GBR Ret |         |        |         |         | 8.º    | 30     |
| 1982        | Audi Sport                 | Audi Quattro             | MON Ret | SWE 5   | POR 1   | FRA 7   | GRC 1   | NZL Ret | BRA 1   | FIN Ret | ITA 4  | CIV Ret | GBR 2   | 2º     | 97     |
| 1983        | Audi Sport                 | Audi Quattro A1          | MON Ret | SWE 4   | POR 2   | KEN 3   |         |         |         |         |        |         |         | 5.º    | 53     |
| 1983        | Audi Sport                 | Audi Quattro A2          |         |         |         |         | FRA Ret | GRC Ret | NZL Ret | ARG 3   | FIN 16 | ITA 7   | GBR Ret | 5.º    | 53     |
| 1984        | Audi Sport                 | Audi Quattro A2          | SWE 2   | KEN Ret |         |         |         |         |         |         |        |         |         | 12.º   | 25     |
| 1984        | Audi Sport                 | Audi Sport Quattro       |         |         | GRC Ret | FIN Ret | GBR 4   |         |         |         |        |         |         | 12.º   | 25     |
| 1985        | Audi Sport                 | Audi Sport Quattro       | CIV Ret |         |         |         |         |         |         |         |        |         |         | -      | 0      |
| 1986        | Peugeot Talbot Deutschland | Peugeot 205 Turbo 16     | MON Ret |         |         |         |         |         |         |         |        |         |         | -      | 0      |
| 1986        | Peugeot Talbot Sport       | Peugeot 205 Turbo 16 E2  |         | FRA Ret |         |         |         |         |         |         |        |         |         | -      | 0      |
| Referencias |                            |                          |         |         |         |         |         |         |         |         |        |         |         |        |        |